# Matthieu Suc
 (mars 2025).
Matthieu Suc, né le 11 avril 1975, est un journaliste d'investigation français, membre de Mediapart.
Il est principalement connu pour son travail sur les questions de renseignement et de terrorisme et en particulier pour son ouvrage sur les services secrets de Daech, Les espions de la terreur, adapté à la télévision par M6 en 2023.

## Publications

### Livres
- Avec Gilles Verdez, La Face cachée de Franck Ribéry, Paris, Éditions du Moment, 29 septembre 2011, 237 p. (ISBN 978-2-35417-126-1, OCLC 780286646)[2]
- Avec Brendan Kemmet, Antonio Ferrara : Le roi de la belle, Paris, Le Cherche midi, coll. « Documents », 29 mars 2012, 2e éd. (1re éd. 2008), 416 p. (ISBN 978-2-7491-2461-2, OCLC 795451658)
- Femmes de djihadistes, Fayard, 11 mai 2016, 379 p. (ISBN 978-2-213-68753-7, OCLC 1301977654)[3]
- Renault, nid d'espions : Le Livre qui révèle la face cachée de Carlos Ghosn, Paris, HarperCollins, 2 octobre 2019, 2e éd. (1re éd. 2013), 407 p. (ISBN 979-10-339-0440-3, OCLC 1134672629)[4]
- Les Espions de la terreur, Paris, HarperCollins, 4 octobre 2023 (1re éd. 2018), 480 p. (ISBN 979-10-339-1537-9)[5]
- Vendredi 13 : BRI, DGSE, DGSI... : que s'est-il vraiment passé cette nuit-là ?, Paris, HarperCollins, 4 octobre 2023, 288 p. (ISBN 979-10-339-1553-9)[6]